# Коробанов, Леонид Афанасьевич
Леонид Афанасьевич Коробанов (15.04.1915 — 23.03.1993) — советский инженер-строитель, лауреат Ленинской премии.
Русский. Окончил Курский строительный техникум (1933) и МИИЖТ (годы учёбы 1936—1941), Высшие академические курсы военно-транспортной академии (1954). Член ВКП(б) с 1943 года.
В 1933—1936 работал на железнодорожных стройках в Москве, Харькове.
С 1941 года на службе в Армии (железнодорожные войска), инженер-полковник.
Участник войны, воевал в составе 15-й железнодорожной бригады в 120-м восстановительном железнодорожном батальоне, позже в 100-м восстановительном железнодорожном батальоне. Прошел путь от зам. командира роты (1941) до зам.командира корпуса (в этой должности с 1955 по 1973 год).
Выйдя в запас, работал зам.начальника Управления строительства правительственных зданий при Совете Министров УССР.
Семья
- Жена — Алымова Елена Ивановна (1918—2006).
- Дети:
  - Коробанова Надежда Леонидовна, физик (1947—1992),
  - Коробанов Виталий Леонидович, физик (1951—1985),
  - Коробанова Ольга Леонидовна, психолог, кандидат психологических наук, работает в Институте социальной и политической психологии НАПН Украины.

## Награды
- Ленинская премия 1966 года в области науки и техники — за разработку технологии и оборудования для сварки рельсов в полевых условиях при ремонте и строительстве ж/д путей.
- Награждён медалями «За оборону Москвы»[1], «За оборону Сталинграда», «За победу над Германией»[2], двумя орденами Красной звезды (1943[3] и 1956), орденом трудового Красного Знамени (1966), орденом «Знак почета» (1971), орденом Отечественной войны 2-й степени (1985)[4], медалями «За безупречную службу в Вооруженных силах» 1 степени (1963), «Ветеран вооруженных сил СССР» (1977) и другими медалями.
- «За успехи в народном хозяйстве» награждён Малой золотой медалью Выставки достижений народного хозяйства СССР (1962).
- Награждён знаками «Лучшему ударнику, успешно окончившему МИИТ», «Отличный восстановитель», «Почетному железнодорожнику», «Ветеран железнодорожных войск», «Отличник Госснаба СССР».
- Заслуженный строитель Украинской ССР.